# Natalia Sedova
Pour les articles homonymes, voir Sedova.
Natalia Ivanovna Sedova (en russe : Наталья Ивановна Седова) est une militante et écrivaine communiste née le 5 avril 1882 (17 avril dans le calendrier grégorien) à Romny, en Ukraine (Empire russe), et morte le 23 janvier 1962 à Corbeil (France). Elle fut la seconde femme de Léon Trotski.

## Biographie
Natalia Sedova est la fille d'Ivan Sedov, un descendant de petite noblesse cosaque, et d'Olga Kolczewska, d'origine polonaise. Ses parents disparaissent vers 1900 et elle est ensuite élevée par sa grand-mère. 
Natalia Sedova milite dans le groupe révolutionnaire communiste « Iskra » (« Étincelle ») et en 1903, se marie avec Trotski, qu'elle a rencontré à Paris l'année précédente. Le mariage n'est pas officiellement enregistré car Trotski est déjà marié avec Alexandra Sokolovskaïa, qu'il a laissée en Sibérie avec ses deux propres filles. Le nouveau couple a deux enfants  : Lev Sedov (1906-1938) et Sergueï Sedov (1908-1937). Natalia suit Trotski lorsqu'il fuit l'URSS, passée sous domination stalinienne, pour le Mexique, et elle partage son travail et sa réflexion tout au long du restant de sa vie.
Lors de la guerre d'Espagne, Natalia Sedova se rapproche politiquement de Grandizo Munis, le chef de la section bolchévique-léniniste.
Après l'assassinat de Trotski en 1940, elle reste à Mexico et au contact des milieux marxistes. Elle écrit avec Victor Serge une biographie de Trotski. 
Elle considère que l'Union des républiques socialistes soviétiques (URSS) applique une forme de capitalisme d'État et que la Quatrième Internationale fondée par Trotski ne permet plus d'amener au communisme. Elle en tire les conséquences en quittant la Quatrième Internationale en 1951. Elle reste pourtant convaincue que seule une révolution ouvrière peut résoudre les problèmes de l'humanité.